# Wilma De Angelis
Wilma De Angelis (Milano, 8 de Abril de 1931) é uma cantora italiana.